# Peter Elmore
Peter Elmore (Lima, 16 de abril de 1960) es un escritor, crítico literario, periodista, y docente universitario peruano. De su obra destacan sus ensayos sobre autores peruanos como Julio Ramón Ribeyro y José María Arguedas, y sus novelas de misterio que han recibido comentarios favorables de la crítica.

## Biografía
Hijo de Peter Elmore y Lilia Visentin. Cursó sus estudios escolares en el Colegio Champagnat (Lima) y luego ingresó a la Pontificia Universidad Católica del Perú, donde se graduó de licenciado en Literatura (1986).
Ejerció la docencia en su alma mater y colaboró en diversas publicaciones periódicas, como El Caballo Rojo (suplemento cultural de El Diario de Marka) y los diarios El Observador y La República.
En 1987 viajó a los Estados Unidos para proseguir sus estudios en la Universidad de Texas en Austin, donde se graduó de doctor en Literatura con la tesis «Modernidad y experiencia urbana en la novela peruana del siglo XX» (1991). Desde entonces radica en los Estados Unidos, aunque sin perder contacto con el medio literario peruano. En 1991 empezó a ejercer como profesor de Literatura Hispanoamericana en la Universidad de Colorado en Boulder. Actualmente es director del Departamento de Español y Portugués de dicha universidad.

## Publicaciones
Es autor de novelas, cuentos, libros de crítica literaria y obras de teatro (estas últimas en coautoría); así como estudios y comentarios publicados en el diario La República y en  revistas como Hueso Húmero y Márgenes.

### Ensayo y crítica literaria
- 1993: Los muros invisibles. Lima y la modernidad en la novela peruana.[7]
- 1997: La fábrica de la memoria. La crisis de la representación en la novela histórica hispanoamericana del siglo XX.
- 2002: El perfil de la palabra: la obra de Julio Ramón Ribeyro.[8]

### Teatro
En colaboración con el grupo Yuyachkani, escribió cuatro obras teatrales:
- 1984: Encuentro de zorros.
- 1994: Hasta cuándo corazón.
- 2000: Santiago.
- 2008: El  último ensayo.

### Novela
Incursiona de manera creativa en la novela de misterio:
- 1995: Enigma de los cuerpos, ambientada en la Lima de los años 1980, su protagonista es un periodista que trata de desentrañar unos crímenes misteriosos.
- 1999: Las pruebas del fuego, sobre la búsqueda de una valiosa pintura de un artista florentino del Renacimiento que se oculta en el altiplano puneño.[1]
- 2006: El fondo de las aguas, ambientada en una Lima azotada por la violencia.[9]
- 2013: El náufrago de la santa, ambientada en el Callao de los años 1940 y que se sumerge en los laberintos de la identidad.[10][11]

Es autor también de La estación de los encuentros (2010), recopilación de sus artículos, ensayos y notas.